# Arquidiócesis de Cápiz
La arquidiócesis de Cápiz (en latín: Archidioecesis Capicensis, en inglés: Roman Catholic Archdiocese of Capiz y en cebuano: Arkidyosesis sa Cápiz) es una circunscripción eclesiástica de la Iglesia católica en Filipinas. Se trata de una arquidiócesis latina, sede metropolitana de la provincia eclesiástica de Cápiz. Su arzobispo es Víctor Barnuevo Bendico.

## Territorio y organización
La arquidiócesis tiene 2633 km² y extiende su jurisdicción sobre los fieles católicos de rito latino residentes en la provincia de Cápiz, ubicada en la región de Bisayas Occidentales.
La sede de la arquidiócesis se encuentra en la ciudad de Roxas, en donde se halla la Catedral de la Inmaculada Concepción.
En 2021 en la arquidiócesis existían 37 parroquias.
La arquidiócesis tiene como sufragáneas a las diócesis de: Kalibo y Romblón.

## Historia
La diócesis de Capiz fue erigida el 27 de enero de 1951 con la bula Ex supremi apostolatus del papa Pío XII, obteniendo el territorio de la diócesis de Jaro (hoy arquidiócesis de Jaro).
Originalmente sufragánea de la arquidiócesis de Cebú, el 29 de junio de 1951 pasó a formar parte de la provincia eclesiástica de la arquidiócesis de Jaro.
El 19 de diciembre de 1974 cedió una parte de su territorio para la erección de la diócesis de Romblón mediante la bula Christi Ecclesia del papa Pablo VI.
El 17 de enero de 1976 cedió otra porción de territorio para la erección de la diócesis de Kalibo mediante la bula Animarum utilitas del papa Pablo VI, y al mismo tiempo como resultado de la bula Nimium patens la diócesis fue elevada al rango de arquidiócesis metropolitana.

## Estadísticas
De acuerdo al Anuario Pontificio 2022 la arquidiócesis tenía a fines de 2021 un total de 820 900 fieles bautizados.
| Año                                                                             | Población | Población | Población      | Sacerdotes | Sacerdotes | Sacerdotes | Católicos por sacerdote | Diáconos permanentes | Religiosos | Religiosos | Parroquias y cuasiparroquias |
| Año                                                                             | Católicos | Total     | % de católicos | Total      | Diocesanos | Regulares  | Católicos por sacerdote | Diáconos permanentes | Masculinos | Femeninos  | Parroquias y cuasiparroquias |
| ------------------------------------------------------------------------------- | --------- | --------- | -------------- | ---------- | ---------- | ---------- | ----------------------- | -------------------- | ---------- | ---------- | ---------------------------- |
| 1958                                                                            | 549 528   | 619 532   | 88.7           | 72         | 72         |            | 7632                    |                      |            | 29         | 50                           |
| 1970                                                                            | 721 690   | 803 726   | 89.8           | 100        | 100        |            | 7216                    |                      |            | 32         | 52                           |
| 1980                                                                            | 503 000   | 537 000   | 93.7           | 45         | 45         |            | 11 177                  |                      |            | 43         | 22                           |
| 1990                                                                            | 619 873   | 637 682   | 97.2           | 63         | 63         |            | 9839                    |                      |            | 71         | 24                           |
| 1999                                                                            | 622 437   | 648 372   | 96.0           | 73         | 73         |            | 8526                    |                      |            | 85         | 30                           |
| 2000                                                                            | 638 339   | 669 947   | 95.3           | 76         | 76         |            | 8399                    |                      |            | 102        | 30                           |
| 2001                                                                            | 640 240   | 674 156   | 95.0           | 84         | 84         |            | 7621                    |                      |            | 118        | 30                           |
| 2002                                                                            | 646 853   | 680 897   | 95.0           | 89         | 89         |            | 7268                    |                      |            | 123        | 30                           |
| 2003                                                                            | 655 353   | 694 489   | 94.4           | 87         | 87         |            | 7532                    |                      |            | 132        | 26                           |
| 2004                                                                            | 665 317   | 705 489   | 94.3           | 90         | 90         |            | 7392                    |                      |            | 142        | 26                           |
| 2006                                                                            | 682 360   | 722 792   | 94.4           | 96         | 96         |            | 7107                    |                      |            | 132        | 26                           |
| 2013                                                                            | 741 002   | 794 359   | 93.3           | 107        | 105        | 2          | 6925                    |                      | 2          | 74         | 26                           |
| 2016                                                                            | 777 999   | 835 457   | 93.1           | 99         | 97         | 2          | 7858                    |                      | 4          | 109        | 35                           |
| 2019                                                                            | 810 386   | 865 725   | 93.6           | 117        | 114        | 3          | 6926                    |                      | 29         | 85         | 37                           |
| 2021                                                                            | 820 900   | 904 689   | 90.7           | 119        | 113        | 6          | 6898                    |                      | 35         | 87         | 37                           |
| Fuente: Catholic-Hierarchy, que a su vez toma los datos del Anuario Pontificio. |           |           |                |            |            |            |                         |                      |            |            |                              |

## Episcopologio

### Obispos
- Manuel Yap † (13 de febrero de 1951-5 de marzo de 1952 nombrado obispo de Bacólod)
- Antonio Floro Frondosa † (5 de marzo de 1952-17 de enero de 1976 nombrado arzobispo)

### Arzobispos
- Antonio Floro Frondosa † (17 de enero de 1976-18 de junio de 1986 retirado)
- Onésimo Cádiz Gordoncillo † (18 de junio de 1986-9 de noviembre de 2011 retirado)
- José Fuerte Advincula (9 de noviembre de 2011-25 de marzo de 2021 nombrado arzobispo de Manila)
  - Sede vacante 2021-2023: Cyril Villareal, administrador diocesano
- Víctor Barnuevo Bendico, desde el 3 de marzo de 2023